# Vulpia litardiereana
Vulpia litardiereana är en gräsart som först beskrevs av René Charles Maire, och fick sitt nu gällande namn av Aimée Antoinette Camus. Vulpia litardiereana ingår i släktet ekorrsvinglar, och familjen gräs. Inga underarter finns listade i Catalogue of Life.